# Снорри Торфиннссон
Снорри Торфиннссон (исл. Snorri Þorfinnsson/Snorri Karlsefnisson) (вероятно, родился между 1004 и 1013 годами и умер ок. 1090) был сыном путешественника Торфинна Карлсефни и его супруги, не менее известной путешественницы, Гудрид Торбьярнардоттир. Считается первым ребёнком европейского происхождения, родившимся в Америке, за исключением Гренландии. Оставил немало потомков и сыграл важную роль в христианизации Исландии.

## Имя
Снорри — древнескандинавское имя, образованное от слова snerra, что означает «бой». Thorfinnsson — отчество, означающее «сын Торфинна» (см. Исландское имя). Снорри был назван в честь своего прадеда, Снорри Тордарсона или, возможно, в честь Снорри Торбрандссона, который был не родственником, а участником экспедиции Карлсефни

## Семья
Исследователи предполагают такие годы рождения, как 1005, 1009 и 1012, но все источники согласны с тем, что он родился между 1005 и 1013 годами. Согласно Винландским сагам, когда Снорри было 3 года, его семья покинула Винланд из-за вражды с коренными народами (которых поселенцы называли скрелингами, что означает «варвары»). Семья вернулась на ферму Глаумбер (современное произношение Глёймбайр, исл. Glaumbær) в Сейлухреппуре.
У Снорри Торфиннссона было двое детей; дочь Халлфрид и сын Торгейр. Халлфрид была матерью Торлака Рунольвссона, епископа Скаульхольта на юге Исландии. Один из потомков Торбьёрна, брата Снорри, Бьорн Гильссон, также был епископом Холара. Торгейр имел дочь Ингвильд, которая стала матерью Бранда Сомундарссона, епископа Холара.

## Христианизация Исландии
В текстах XIII века Снорри Торфиннссон и Снорри Торргримссон считаются двумя главными фигурами, осуществившими христианизацию Исландии. По этой причине различные писатели XIII и XIV веков изображали их как «образцовых христианских вождей». Согласно Саге о гренландцах, Снорри построил первую церковь в посёлке Глёймбайр, что впоследствии увеличило христианское влияние в этом районе. Его потомки стали первыми епископами Исландии и опубликовали первый Христианский кодекс Исландии.

## Наследие
- Считается, что Снорри Торфинссон родился в Винланде (Америка), что сделало его первым европейским ребёнком, родившимся на Американском континенте, не считая Гренландии[5][8].
- В 2002 году американские археологи обнаружили останки тысячелетнего длинного дома на северном побережье Исландии. Предполагается, что это мог быть фермерский дом Снорри Торфиннссона[9]. Длинный дом был найден рядом с Народным музеем посёлка Глёймбайр, в Музее наследия Скагафьорда, недалеко от прибрежной деревни Сёйдауркрокур. Ранее считалось, что музей был построен на месте фермерского дома Снорри. По словам археологов, это был «классический германский укреплённый длинный дом, подобный Большому залу Беовульфа»[10][11].
- Существует некоммерческая организация под названием «Программа Снорри», которая занимается историей исландских поселенцев в Северной Америке и регулярно проводит программы обмена для молодежи и взрослых[12].